# QED 東照宮の怨
『QED 東照宮の怨』（キューイーディー とうしょうぐうのえん）は、高田崇史による推理小説。QEDシリーズの第4作である。

## 出版履歴
- 2001年：講談社ノベルス、ISBN 4-06-182164-4
- 2004年：講談社文庫、ISBN 4-06-273975-5

## あらすじ
舞台は平成6年9月。三十六歌仙絵を狙った強盗殺人事件を、桑原が天海僧正によって東照宮に秘められた「深秘」とともに解き明かす。

## 登場人物
桑原 崇（くわばら たかし）
通称、タタル。萬冶漢方（漢方薬局）勤務の薬剤師。三十六歌仙強盗事件の調査協力を小松崎に頼まれ、その前に実際の三十六歌仙絵を見るために東照宮を訪れる。
棚旗 奈々（たなはた なな）
ホワイト薬局勤務の薬剤師。学薬の旅行で訪れた日光東照宮で崇・小松崎にたまたま出会い、そこから事件に関わることに。
小松崎 良平（こまつざき りょうへい）
通称「熊つ崎」。現在は下っぱジャーナリスト。三十六歌仙絵巻の特集で、八重垣を取材しようとした矢先に彼が殺されたため、崇に協力を求め事件を調査する。

### 関係者
八重垣 俊介（やえがき しゅんすけ）
八重垣リゾート社長。52歳。鹿児島県出身。三十六歌仙絵の一つ、「斎宮女御」を盗まれたうえ、体中を切り刻まれて惨殺される。
八重垣 千恵子（やえがき ちえこ）
俊介の妻。48歳。
八重垣 慶一（やえがき けいいち）
千恵子の息子。花坊ツーリスト社員。体が弱く、喘息もち。優歌子より8歳年上。
八重垣 優歌子（やえがき ゆかこ）
俊介の娘。右胸心。18歳。
花坊 才蔵（はなぼう さいぞう）
花坊不動産会長。61歳。雅号は「歳翁」。三十六歌仙絵のひとつ、「紀貫之」を盗まれたうえ、惨殺。鹿児島県出身。
中込 仁志（なかごめ ひとし）
八重垣リゾート副社長。俊介より4歳年上。会津若松出身。
安田 滋美（やすだ しげみ）
俊介、花坊の茶飲み仲間の未亡人。47歳。三十六歌仙絵の一つ、「小大君」を盗まれる。

### 警察
岩築 竹松（がんちく たけまつ）
警視庁捜査一課頸部。小松崎の叔父。
堂本 素直（どうもと すなお）
警視庁捜査一課巡査部長。岩築の部下。
松丸 要（まつまる かなめ）
警視庁玉川署捜査一課の刑事。神奈川県警の松丸十三の甥。福島県会津若松出身。